# Biarritz Pays Basque repülőtér
A Biarritz Pays Basque repülőtér (IATA: BIQ, ICAO: LFBZ) egy nemzetközi repülőtér Franciaországban, Biarritz közelében. Éves utasforgalma 931 698 fő (2022).

## Futópályák
A repülőtér futópályái:
- 09/27 (2250 m, 45 m, aszfalt)

## Légitársaságok és uticélok
| Légitársaság                  | Célállomások |
| ----------------------------- | --- |
| Air France Hop                | Lyon, Párizs–Charles de Gaulle Szezonális: Caen, Genf, Marseille, Nizza |
| easyJet                       | Párizs–Charles de Gaulle Szezonális: Basel/Mulhouse, Berlin, Bristol (folytatódik 2022 március 29-től), London–Gatwick (folytatódik 2022 március 29-től), Lyon, Nizza, Paris–Orly |
| Luxair                        | Szezonális: Luxembourg |
| Ryanair                       | Charleroi, London–Stansted Szezonális: Dublin |
| Scandinavian Airlines         | Szezonális: Koppenhága, Stockholm–Arlanda |
| Swiss International Air Lines | Szezonális: Genf |
| Transavia                     | Párizs–Orly Szezonális: Lille |
| Volotea                       | Szezonális: Bastia, Marseille, Strasbourg |

## Forgalom
Az utasforgalom az elmúlt években az alábbi módon változott:
| Utasok száma | 595 259 | 780 019 | 778 767 | 864 792 | 1 011 589 | 1 032 937 | 1 064 402 | 1 190 991 | 1 066 204 | 931 698 |
|              | 1997    | 2000    | 2002    | 2006    | 2009      | 2011      | 2014      | 2017      | 2019      | 2022    |